# 川口力哉
川口 力哉（かわぐち りきや、1975年1月17日 - ）は、日本の俳優、実業家で、元ファッションモデルである。和歌山県和歌山市出身。ホリプロ・ブッキング・エージェンシー所属。
旧芸名はRIKIYA（黒川 力矢）。
特技はボクシング（プロライセンス所持）。趣味は釣り、草野球、料理。

## 来歴・人物
智辯学園和歌山高等学校、早稲田大学理工学部環境資源工学科を卒業。
大学時代は帝拳ジムに所属していた。プロボクサーを目指してトレーニングに励んでいたがプロテストに合格したものの、レーシック手術を受けたことが発覚し、プロデビューを断念した。
21歳でモデルデビューし、PRADAのミラノ・コレクションで日本人初の専属モデルとして脚光を浴びた。
海外での活動が多かったため、英会話が堪能である。「バナナ・リパブリック」（米）、「丸井VISARUNO」「SCHICK FX DIA」（日）、「MOTOROLA」（香港）など、世界のCFで活躍する。
その後俳優に転身、『1967の女神』（豪・香港、クララ・ロー監督、2000年ヴェネツィア国際映画祭出品）で映画デビューを果たした。
テレビドラマでは『旅も道連れなら』（'99日本テレビシナリオ登竜門）に主演。
2014年5月1日付けで、川口力哉に改名した。
2016年7月7日、東京都世田谷区に学習塾「グリーンスター」を開校し、塾長を務める。

## 出演

### 映画
- 1967年の女神（原題：The Goddess of 1967 2000年、オーストラリア）
- ダイエット・ラブ（原題：Love on a diet 2001年、香港）
- 李歐
- 阿修羅のごとく（2003年）
- 浪商のヤマモトじゃ!（2003年）
- 凶気の桜（2003年、薗田賢次監督） - 市川勝也　役
- タッチ（2005年） - 原田正平 役
- テニスの王子様（2006年）- エガテ・マクラウド・檜垣 役
- スマイル 聖夜の奇跡（2007年） - 剣進一郎 役
- 実録・連合赤軍 あさま山荘への道程（2007年、若松孝二監督） - 金廣志 役
- 龍三と七人の子分たち（2015年、北野武監督） - 佐々木 役

### テレビドラマ
- 殴る女（1998年10月-12月、フジテレビ） - 金城勇二 役
- 旅も道連れなら（1999年、日本テレビ）
- 恋愛偏差値 第一章・燃え尽きるまで（2002年、フジテレビ） - 城崎修 役
- 丹下左膳（2004年、日本テレビ） - 柳生源三郎 役
- もっと恋セヨ乙女（2004年5月 - 6月、NHK） - 里見修児 役
- Deep Love 〜ホスト〜（2005年、テレビ東京） - 拓 役
- 東海テレビ制作昼ドラマ（東海テレビ）
  - 危険な関係（2005年4月 - 7月） - 木崎律 役
  - さくら心中 第51話・第52話（2011年3月16日・17日、東海テレビ） - 呉矢 役
- 連続テレビ小説芋たこなんきん（2007年、NHK） - 北野吾郎 役
- ヤスコとケンジ（2008年7月 - 9月、日本テレビ） - 青田龍爾 役
- 名探偵の掟（2009年6月19日、テレビ朝日） - 五島大介 役
- 月曜ゴールデン（TBS系列）
  - 十津川警部シリーズ（渡瀬恒彦版）42「九州ひなの国殺人ルート」（2009年9月28日）- 梅木史郎 役
  - 探偵 左文字進14「撮影所誘拐事件」（2010年4月5日） - 尾上龍乃進 役
  - 駅弁刑事・神保徳之助9（2015年5月11日） - 藤堂高志 役
  - 伝説の監察医 オニグマの事件簿2（2015年6月1日） - 石野洋介 役
- 金曜ドラマ「行列48時間」（2009年10月 - 11月、NHK） - 桑崎元 役
- サラリーマン金太郎2（2010年1月 - 3月、テレビ朝日） - 西郷保 役
- 水戸黄門第41部第9話「女意気地とニブイ奴・新宮」（2010年6月7日、TBS） - 大鷹屋松太郎 役
- 警視庁継続捜査班（2010年7月-9月、テレビ朝日） - 仲田周平 役
- 土曜ワイド劇場（テレビ朝日）
  - さすらいの女弁護士　山岸晶（2010年7月24日） - 橘和哉 役
  - はみだし弁護士・巽志郎11（2011年4月16日、朝日放送） - 飯田誠司 役
  - ホゴカン 熱血保護司・村雨晃司の事件簿（2013年8月31日） - 竜崎憲 役
  - 東京駅お忘れ物預り所7（2014年4月12日） - 吉野和彦 役
- ギルティ 悪魔と契約した女（2010年10月 - 12月、関西テレビ） - 門倉了 役
- 相棒（テレビ朝日）
  - season9 最終回（2011年3月9日）- 宮内久志（公安調査庁管理官・三反園邦康【白竜】の部下）役
  - season18 第11話 元日スペシャル（2020年1月1日）- 真鍋克彦（元・レスキュー隊員）役
- グッドライフ〜ありがとう、パパ。さよなら〜（2011年4月 - 6月、関西テレビ） - 福島貴之 役
- 息もできない夏（2012年7月-9月、フジテレビ） - 中津大輔 役
- 仮面ライダーウィザード 第1話（2012年9月2日、テレビ朝日） - 網野 役
- 特捜最前線2012 爆破0.01秒前の女（2012年10月1日、東映チャンネル） - 草薙剣 役
- 新春ワイド時代劇「白虎隊〜敗れざる者たち」（2013年1月2日、テレビ東京） - 佐川官兵衛 役
- 遺留捜査 第3シリーズ 第6話（2013年5月22日、テレビ朝日） - 西岡毅 役
- 水曜ミステリー9（テレビ東京）
  - さすらい署長 風間昭平10「すみだ業平橋殺人事件」（2013年7月17日） - 白藤真一 役
  - 永遠の時効（2014年6月25日、テレビ東京） - 殿村 役
  - 北海道警事件ファイル 警部補 五条聖子4「小樽・余市・積丹殺人ルート」（2015年7月15日） - 柏木修一 役
  - 信州山岳刑事 道原伝吉4（2015年10月28日） - 菅井利一 役
- 緊急取調室（2014年1月 - 3月、テレビ朝日） - 竹山 役
- 金曜プレステージ（フジテレビ）
  - 潔癖クンの殺人ファイル（2014年9月26日） - 黒木係長 役
- 刑事7人
  - （2015年） - 江尻孝之 役
  - （2017年） - ロク（黒石健次） 役
- 月曜名作劇場（TBS）
  - ヤメ判 新堂謙介 殺しの事件簿4（2016年9月5日） - 石坂正嗣 役
- トドメの接吻（2018年、日本テレビ） ‐ 枝野聡史 役
- 風の市兵衛（2018年、NHK） - 辰矢 役
- 月曜名作劇場「新・十津川警部シリーズ（内藤剛志版）8 外房線に消えた女〜十津川の初恋〜」（2019年）- 三田省吾 役

### その他テレビ
- ザ!世界仰天ニュース（2005年、日本テレビ）
- 金のA様×銀のA様（2005年、日本テレビ）
- 行列のできる法律相談所（2005年、日本テレビ）
- にっぽん釣りの旅（2009年、NHK）
- ネプリーグ芸能界超常識王決定戦（2010年、フジテレビ）
- にっぽん原風景紀行（2012年、BSジャパン）

### CM
- マンダム - LUCIDO
- カゴメ野菜生活
- Schick - FX DIA

### 書籍
- ピースマン-NO FEAR、JUST ONE LIFE ISBN 4-344-99058-7